# جولی کندرا
جولی کندرا (انگلیسی: Julie Condra؛ زادهٔ ۱ دسامبر ۱۹۷۰) یک هنرپیشه اهل ایالات متحده آمریکا است. وی بین سال‌های ۱۹۸۲ تا ۲۰۰۵ میلادی فعالیت می‌کرد.